# Conan II. (Bretagne)
Conan II.  (* nach 1018; † 11. Dezember 1066 in Château-Gontier) wurde 1040 Herzog von Bretagne. Er war der Sohn von Herzog Alain III. und Bertha von Blois. Sein Vater wurde vergiftet, als er noch ein Kind war, sodass er die ersten 22 Jahre seiner Herrschaft, bis 1062, unter der Vormundschaft seines Onkels Odo von Penthièvre stand.
Rivallon de Combourg führte einen Aufstand gegen Conan an, der von Wilhelm II., dem Herzog der Normandie, unterstützt wurde. Conan II. starb im Jahr 1066 wie sein Vater an Gift, als Anstifter wurde sein Gegner Wilhelm verdächtigt.
Conan II. wurde in der Klosterkirche Saint-Melaine in Rennes beerdigt.
Die Herrschaft über die Bretagne fiel an seinen Schwager Hoel II., Graf von Nantes und Cornouaille, der mit Conans Schwester Hawisa († 1072) verheiratet war.